# Campiglossa umbritica
Campiglossa umbritica este o specie de muște din genul Campiglossa, familia Tephritidae. A fost descrisă pentru prima dată de Munro în anul 1957. Conform Catalogue of Life specia Campiglossa umbritica nu are subspecii cunoscute.